# TP53AIP1
TP53AIP1 (англ. Tumor protein p53 regulated apoptosis inducing protein 1) – білок, який кодується однойменним геном, розташованим у людей на короткому плечі 11-ї хромосоми. Довжина поліпептидного ланцюга білка становить 124 амінокислот, а молекулярна маса — 12 935.
| 10         |  | 20         |  | 30         |  | 40         |  | 50         |
| ---------- |  | ---------- |  | ---------- |  | ---------- |  | ---------- |
| MGSSSEASFR |  | SAQASCSGAR |  | RQGLGRGDQN |  | LSVMPPNGRA |  | QTHTPGWVSD |
| PLVLGAQVHG |  | GCRGIEALSV |  | SSGSWSSATV |  | WILTGLGLGL |  | SRPFLPGATV |
| LRDRPLGSAF |  | ELSYDQKKAP |  | LRLQ       |  |            |  |            |

A: Аланін

C: Цистеїн

D: Аспарагінова кислота

E: Глутамінова кислота

F: Фенілаланін

G: Гліцин

H: Гістидин

I: Ізолейцин

K: Лізин

L: Лейцин

M: Метіонін

N: Аспарагін

P: Пролін

Q: Глутамін

R: Аргінін

S: Серин

T: Треонін

V: Валін

W: Триптофан

Задіяний у таких біологічних процесах, як апоптоз, альтернативний сплайсинг. 
Локалізований у мітохондрії.